# Sedum guatemalense
Sedum guatemalense là một loài thực vật có hoa trong họ Crassulaceae. Loài này được Hemsl. miêu tả khoa học đầu tiên năm 1878.